# 1. liga
1. liga (I liga polska w piłce nożnej) eller Pierwsza Liga är den näst högsta ligan i polsk fotboll. Ligan innehåller 18 lag som spelar två matcher mot alla andra lag i ligan under en säsong. Som i Superettan spelas det en match hemma och en match borta mot ett lag. De två nuvarande främsta klubblagen i ligan heter GKS Bełchatów och Dolcan Ząbki.

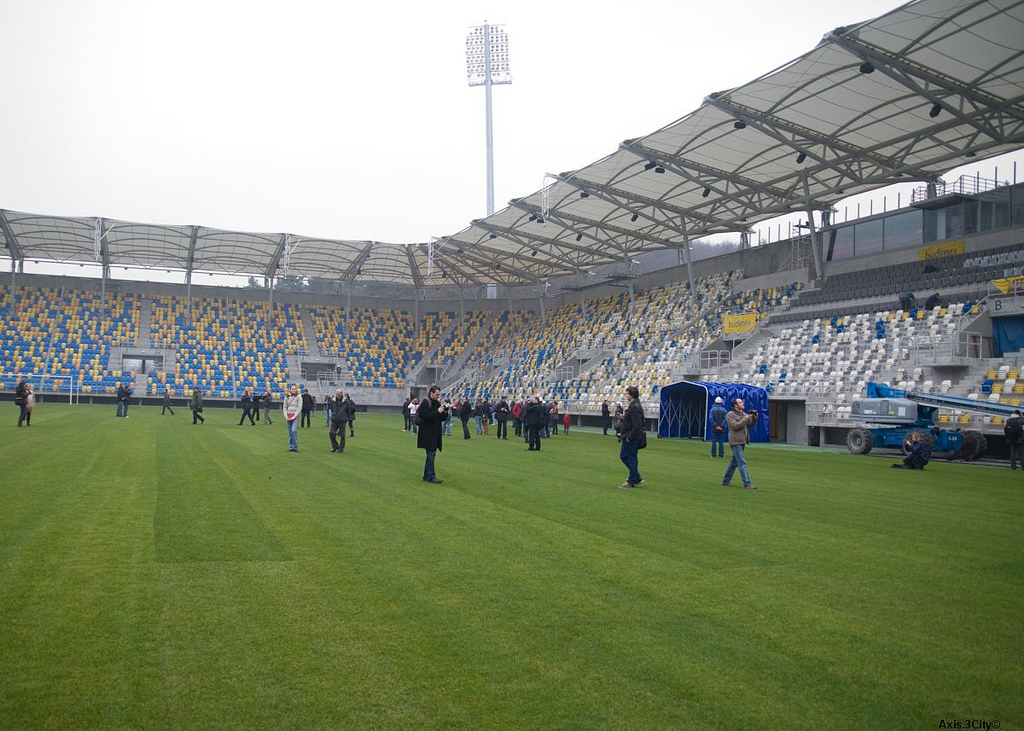
Stadion GOSiR, Gdynia

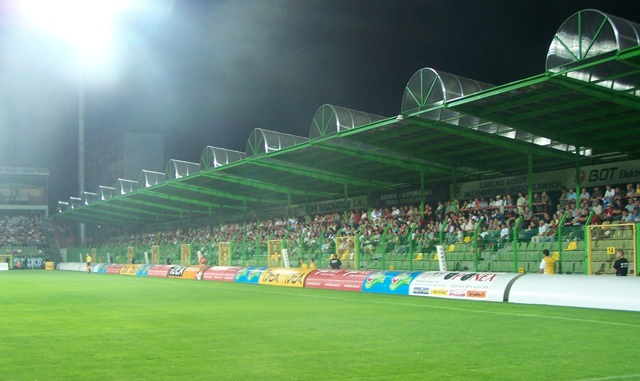
Stadion GKS Bełchatów, Bełchatów

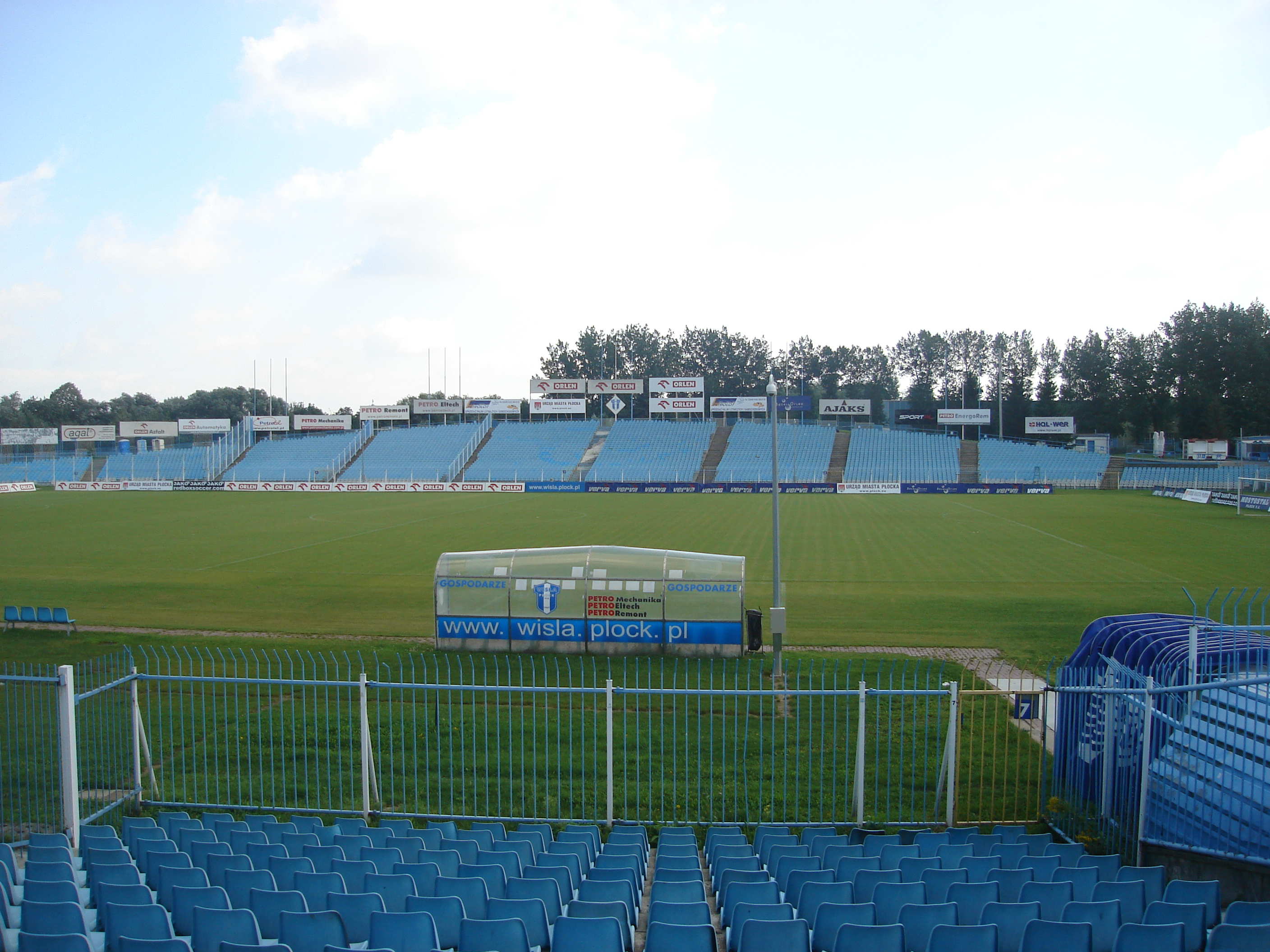
Stadion Kazimierza Górskiego, Płock

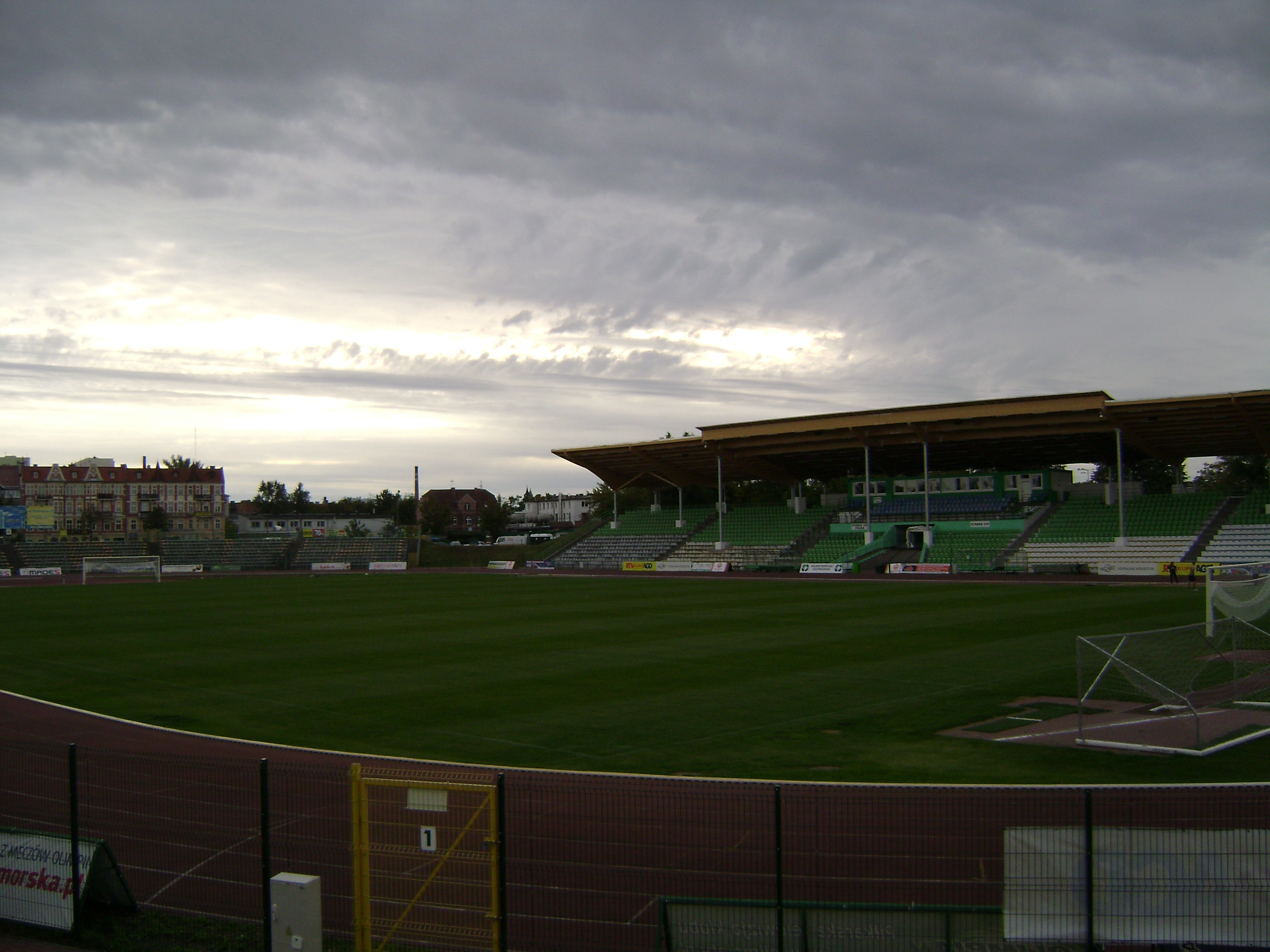
Stadion Miejski (Grudziądz), Grudziądz

## Säsongen 2019/2020[1]
| Säsongen 2019/2020           |
| ---------------------------- |
| Bruk-Bet Termalica Nieciecza |
| Chojniczanka Chojnice        |
| Chrobry Głogów               |
| GKS Bełchatów                |
| GKS Jastrzębie               |
| GKS Tychy                    |
| Miedź Legnica                |
| Odra Opole                   |
| Olimpia Grudziądz            |
| Podbeskidzie Bielsko-Biała   |
| Puszcza Niepołomice          |
| Radomiak Radom               |
| Sandecja Nowy Sącz           |
| Stal Mielec                  |
| Stomil Olsztyn               |
| Warta Poznań                 |
| Wigry Suwałki                |
| Zagłębie Sosnowiec           |